# Лентовниця-Парцеле
Лентовниця-Парцеле (пол. Łętownica-Parcele) — село в Польщі, у гміні Анджеєво Островського повіту Мазовецького воєводства.
Населення — 75 осіб (2011).
У 1975-1998 роках село належало до Ломжинського воєводства.

## Демографія
Демографічна структура станом на 31 березня 2011 року:
|          | Загалом | Допрацездатний вік | Працездатний вік | Постпрацездатний вік |
| -------- | ------- | ------------------ | ---------------- | -------------------- |
| Чоловіки | 42      | 7                  | 30               | 5                    |
| Жінки    | 33      | 5                  | 20               | 8                    |
| Разом    | 75      | 12                 | 50               | 13                   |